# バディ・ヴァン・ホーン
バディ・ヴァン・ホーン（Buddy Van Horn、1928年8月20日‐2021年5月11日）はアメリカ合衆国出身のスタントマン、スタントコーディネーター、俳優、映画監督。
1968年の『マンハッタン無宿』を始めとして、長年クリント・イーストウッドのスタントダブルを務めており、『ダーティファイター 燃えよ鉄拳』、『ダーティーハリー5』、『ピンク・キャデラック』で監督を、『ダーティーハリー2』、『ルーキー』などでは第2班監督を、1973年の『荒野のストレンジャー』から2011年の『J・エドガー』までのイーストウッド監督作品でスタントコーディネーターを、俳優としては『荒野のストレンジャー』のダンカン保安官役などを務め、主にイーストウッドと、彼が創設したマルパソプロダクションズが制作に関わる30本近い作品で活躍した。
イーストウッドの他には、ガイ・ウィリアムズ、グレゴリー・ペック、リー・マーヴィン、ジェレミー・スチュワートらのスタントダブルも務めた。
アメリカのスタントマンによる名誉協会である、スタントマンズ・アソシエーション・オブ・モーションピクチャーズ（英語: Stuntmen's Association of Motion Pictures）の創設メンバーの一人。

## フィルモグラフィー
監督
- ダーティファイター 燃えよ鉄拳（1980年）
- ダーティーハリー5（1988年）
- ピンク・キャデラック（1989年）

第二班監督
- ダーティーハリー2（1973年）
- ルーキー（1990年）
- アウトブレイク（1995年）
- 目撃（1997年）

俳優
- 白い肌の異常な夜（1971年）‐兵士
- 荒野のストレンジャー（1973年）‐ダンカン保安官
- 弾丸を噛め（1975年）‐スリム
- ペイルライダー（1985年）‐ステージドライバー
- シェイクダウン（1988年）‐警官